# 레이스베이크 조약

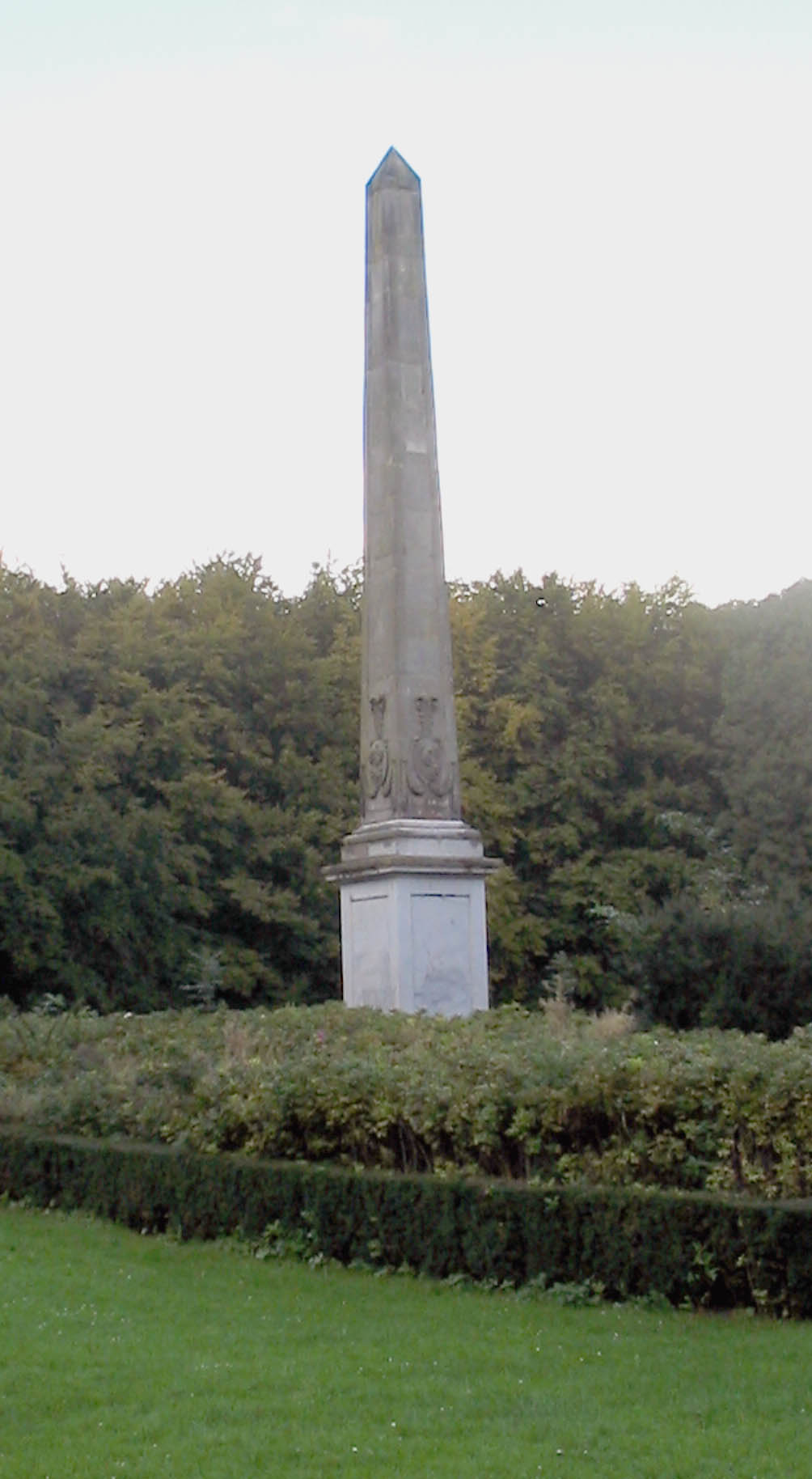

레이스베이크 조약은 1697년 9월 20일에 네덜란드의 레이스베이크에서 체결된 국제 협약이다.

## 개요
1688년 발발한 9년 전쟁(아우크스부르크 동맹전쟁, 팔츠 계승 전쟁)을 종결시켰다. 이 조약으로 1679년의 네이메겐 조약 이후에 점령당한 지역의 복구를 기본적으로 결정했다. 조약 체결에 의해 루이 14세의 프랑스는 스트라스부르와 생도맹그(현재 아이티)를 획득하고, 남부 인도의 퐁디셰리와 캐나다의 노바스코샤를 회복했다.
스페인은 프랑스에 점령당한 카탈루냐와 룩셈부르크 등의 지역을 복구하고 오랫동안 프랑스령이었던 로렌 공국을 일단 신성로마제국의 봉토로 로렌 공작 레오폴트에게 반환했다. 잉글랜드는 영토를 획득한 것은 아니지만, 루이 14세는 윌리엄 3세를 잉글랜드의 왕으로 인정하고 명예혁명을 통해 프랑스에 망명해 있던 제임스 2세를 지원하지 않을 것을 약속했다.
스웨덴은 팔츠 가문의 계승지인 팔츠 츠바이브뤼켄 공국을 프랑스에서 주권을 탈환했다(츠바이브뤼켄 제국 제후령). 팔츠는 필립 빌헬름의 아들 요한 빌헬름이 상속하고, 루이 14세는 처제인 팔츠의 엘리자베트 샤를로트의 계승권을 주장하지 않을 것을 약속했다.